# Svenska Transportarbetareförbundet

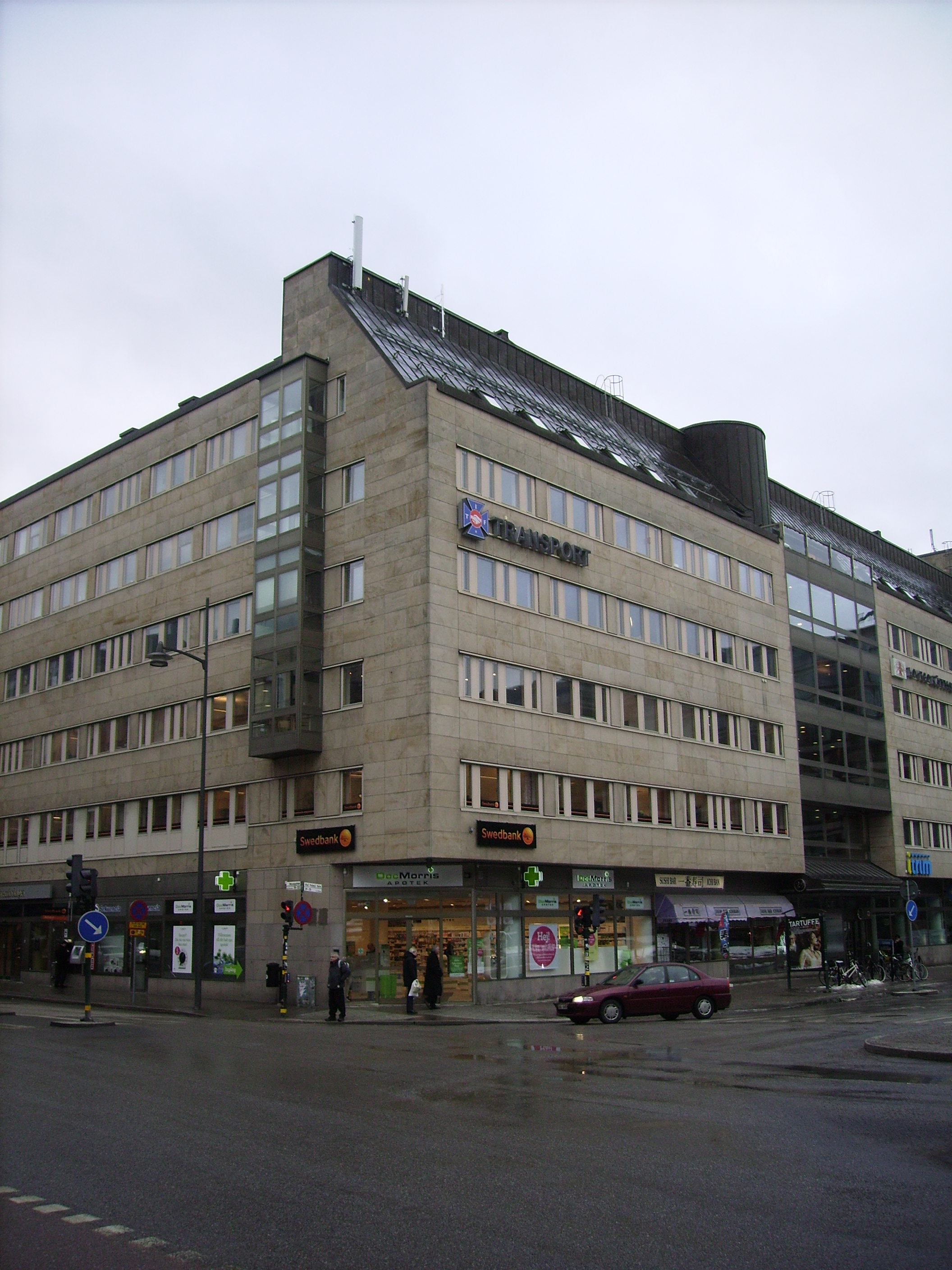
Transportarbetareförbundets kontor på Olof Palmes gata 29 i Stockholm

Svenska transportarbetareförbundet, Transport, bildades 1897 på initiativ av Charles Lindley och är ett av de tretton fackförbund som ingår i Landsorganisationen i Sverige (LO). Transport ger ut tidningen Transportarbetaren och förbundet har mottot "Kollektivavtalet försvarar dig om du försvarar kollektivavtalet!"
Förbundet arbetar för "politisk, social och ekonomisk demokrati".

## Historia
Transport grundades vid en konferens i Stockholm på David Bagares gata i Stockholm den 18 april 1897. Charles Lindley var förbundets förste ordförande. Förbundsexpeditionens första lokal var i Lindleys mors lägenhet. Lindley var helt tongivande i förbundet såsom ordförande, förtroendeman/kassör och redaktör fram tills han avgick som ordförande 1937 och som redaktör för förbundstidningen 1941.
En av förbundets tidigare ordföranden, Hans Ericson, blev mycket uppmärksammad då han nyåret 1975-1976 semestrade på Kanarieöarna, trots att fackföreningsrörelsen hade uppmanat till bojkott av det Francostyrda Spanien. Till råga på allt bodde Ericson på en anläggning ägd av Svenska Arbetsgivareföreningen. En annan känd person som var förtroendevald i Transport var Therese Rajaniemi.   
18 avdelningar bröt sig 1972 ur Transport och bildade Svenska hamnarbetarförbundet.
1980 hade förbundet 52780 medlemmar, varav 46370 män och 6410 kvinnor. 
Svenska Transportarbetareförbundet har under ett antal år verkat för att få till bra yrkes- och arbetsmiljöutbildningar för sina medlemmar. Detta har man åstadkommit genom kollektivavtalslösningar tillsammans med arbetsgivarorganisationerna.

## Organisation
Förbundet har idag (2015) omkring 62 000 medlemmar som arbetar i ett flertal olika branscher, däribland: 

- Beställningsbussföretag
- Bevaknings- och säkerhetsföretag
- Bilbärgningsföretag
- Biluthyrningsföretag
- Expressfirmor
- Garagehallar
- Tvätthallar
- Godsterminaler
- Gummiverkstäder (vulkaniseringsverkstäder)
- Jourläkarbilar
- Budbilar
- Petroleumbranschen
- Reklamdistributionsföretag
- Renhållningsföretag
- Saneringsföretag
- Schaktföretag
- Grävmaskinföretag (vid en del av dessa arbetsplatser är man ansluten till SEKO eller Byggnadsarbetareförbundet)
- Speditionsfirmor
- Stuverier
- Hamnbolag
- Taxi och hyrverk
- Tidningsdistribution
- Åkerier och landtransporter (i vissa kan den som arbetar i denna bransch vara ansluten till SEKO)

Transport har tjugofem lokalavdelningar runtom i landet som ger medlemmarna hjälp och stöd.
Förbundsordförande är Tommy Wreeth. I Transports Verkställande utskott ingår förutom Tommy Wreeth även Peter Lövkvist och Lars Mikaelsson.
Transports förbundskontor är beläget på Olof Palmes gata 29, mittemot LO-Borgen vid Norra Bantorget i Stockholm.

## Internationellt arbete
Transport bedriver ett aktivt internationellt arbete genom medverkan i Nordiska Transportarbetarefederationen (NTF), Service- och Tjänsteförbundens Union i Norden (SUN), Europeiska Transportarbetarefederationen (ETF) samt inom internationalerna Union network (UNI) och Internationella Transportarbetarefederationen (ITF). Ett långsiktigt projekt är FoC-kampanjen, vars syfte är att reglera löner och anställningsvillkor på bekvämlighetsflaggade fartyg.

## Villkor för medlemskap
För inträde i förbundet krävs att man är verksam arbetstagare inom förbundets verksamhetsområde, eller deltar i utbildning för branschen.:§2 Grund för uteslutning är bland annat strejk- eller blockadbryteri:§11-2c eller att man på annat sätt bedrivit eller stött verksamhet som är oförenligt med organisationens ändamål.:§11-2d
Enligt förbundsordförande Lars Lindgren kan "aktiva Sverigedemokrater" inte vara medlemmar i förbundet, och som "aktiv" betraktades "den som kandiderar till politiska förtroendeuppdrag för Sverigedemokraternas räkning" och personer som "företräder eller har för avsikt att företräda partiet i politiska organ". Detta baserades på en tolkning av §2 i förbundets stadgar där det står att förbundets uppgift är att "verka för en samhällsutveckling på grundval av alla människors lika värde samt politisk, social och ekonomisk demokrati".:§2
Transport har (2018) den hårdaste linjen bland de svenska facken. Andra LO-förbund accepterar att medlemmar är aktiva i Sverigedemokraterna, men inte att de  samtidigt har förtroendeposter inom facket. Många aktiva Sverigedemokrater upplevde sig mobbade av LO-förbunden som under lång tid motarbetade partiet, samtidigt som nästan en fjärdedel av LO medlemmarna röstade på Sverigedemokraterna i val.
Med start inför riksdagsvalet i Sverige 2006 börjande förbundet att utesluta aktiva Sverigedemokrater, och gjorde längde det konsekvent men 2018 överklagade en man sin uteslutning från förbundet efter att ha valts in i sin kommuns fullmäktige för Sverigedemokraterna. Mannen varnades först och uteslöts senare, där förbundet lutade sig mot ett kongressbeslut från 2007 som säger att den som har ett politiskt uppdrag för Sverigedemokraterna ska uteslutas ur fackförbundet. Mannen överklagade till tingsrätten och uteslutningen förklarades ogiltig i mars 2021 då rätten fann att Transportarbetarförbundet inte lyckats visa att uteslutningsbeslutet haft stöd i förbundets stadgar, detta i en dom som kallades historisk. Centralt i domen var bedömningen av formuleringen om "alla människors lika värde" och domstolen ansåg att den innebär att man är emot verksamheter som "öppet ger uttryck för en diskriminerande hållning gentemot andra". Domstolen menade att Transport inte hade lyckats visa att en aktiv Sverigedemokrat per definition ger uttryck för en sådan diskriminerande hållning. Transport överklagade domen till hovrätten. I december 2022 meddelade Svea hovrätt att den fastslog tingsrättens dom. Utslaget i Hovrätten innebar även att Transportarbetareförbundet ålades att betala motpartens rättegångskostnader. Transport överklagade domen till Högsta domstolen. HD meddelade i juli 2023 att man inte beviljade prövningstillstånd och domen vann laga kraft. Transportarbetareförbundet övervägde att lämna in ett klagomål till Europadomstolen för mänskliga rättigheter.
En formulering om "allas lika värde" användes även som argument vid avsättningen av en SD-politiker som valts till fackordförandepost inom IF Metall i januari 2022.